# へび座
へび座（へびざ、ラテン語: Serpens）は、現代の88星座の1つで、プトレマイオスの48星座の1つ。蛇遣いにつかまれたヘビをモチーフとしている。へび座の領域は、へびつかい座を間に挟む形で西側の「頭部 (Serpens Caput)」と東側の「尾部 (Serpens Cauda)」の2つに分けられており、これは現代の88星座で唯一の特徴となっている。

## 特徴
へび座の全景
- へび座の尾部 (Serpens Cauda)。
- へび座の頭部 (Serpens Caput)。

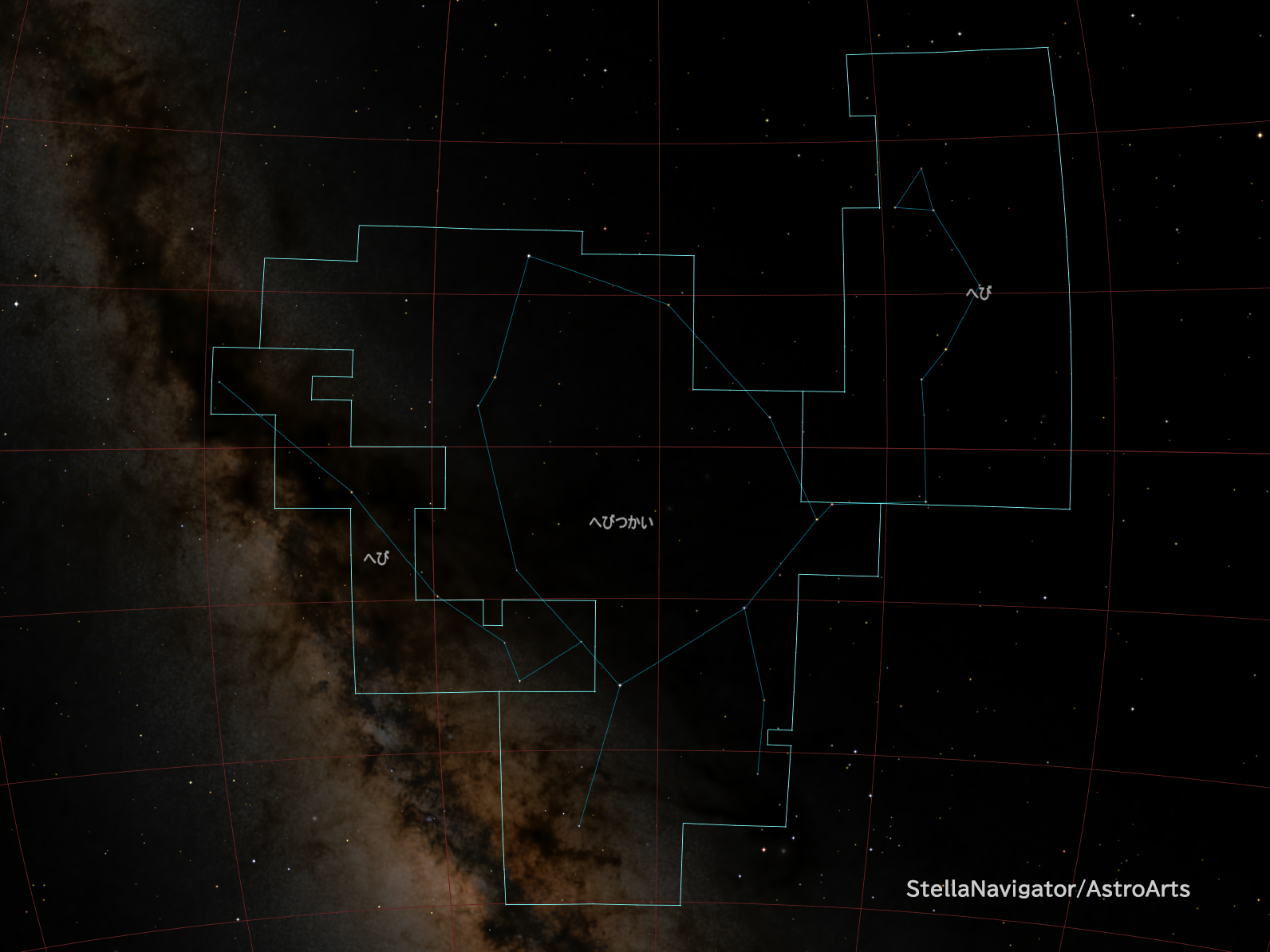
へび座はへびつかい座を挟んで2つに分かれている。

全天88星座の中で唯一2つの領域に分割された星座である。2つの領域はそれぞれ Caput（頭部）と Cauda（尾部）と呼ばれ、へびつかい座を挟んで西側に頭部、東側に尾部が位置している。頭部は、北東をヘルクレス座、北をかんむり座、北西をうしかい座、南西をおとめ座、南をてんびん座、南東をへびつかい座に、尾部は、北東をわし座、北から西をへびつかい座、南をいて座、南東をたて座にそれぞれ囲まれている。20時正中は、頭部が7月中旬頃、尾部が8月中旬頃で、北半球では夏の星座とされ、早春から晩秋にかけて観望することができる。頭部・尾部のいずれも天の赤道をまたぐように位置しているため、人類が居住しているほぼ全ての地域から星座の全域を観望することができる。
頭部は尾部の2倍以上の面積があり、明るい星や星団、星雲も多い。尾部は天の川と重なっているが、暗い星が多い。2つの領域を合わせた面積は88星座中23位となる。

## 由来と歴史
へび座は、プトレマイオス星座に数えられる星座の中では最も新しいものの1つである。紀元前3世紀前半のマケドニアの詩人アラートスの詩篇『パイノメナ (古希: Φαινόμενα)』や紀元前3世紀後半の天文学者エラトステネースの天文書『カタステリスモイ (古希: Καταστερισμοί)』、1世紀初頭の古代ローマの著作家ガイウス・ユリウス・ヒュギーヌスの『天文詩 (羅: De Astronomica)』では、へび座はまだ独立した星座ではなく、へびつかい座の一部とされていた。現存する『カタステリスモイ』ではヘビを表す星々に関する部分が散逸しているため具体的にどの星がヘビを表していたかは不明だが、『天文詩』では23個の星があるとされた。
へびつかい座が掴むヘビを独立した星座として扱った記録が残る最も古い文献は、帝政ローマ期の2世紀頃のクラウディオス・プトレマイオスが著した天文書『ヘー・メガレー・スュンタクスィス・テース・アストロノミアース (古希: ἡ Μεγάλη Σύνταξις τῆς Ἀστρονομίας)』、いわゆる『アルマゲスト』である。ただし、プトレマイオス以前に紀元前2世紀頃の天文学者ヒッパルコスがへび座を独立させた可能性もあり、真相は定かではない。『アルマゲスト』では、うみへび座やりゅう座などヘビに喩えられる他の星座と区別するために「蛇使いのヘビ」を意味する Ὄφις Ὀφιούχου という星座名が付けられており、18個の星が属するとされた。
ギリシアやイタリアに生息するヨーロッパ最大のヘビの一種クスシヘビ（学名：Zamenis longissimus）は、古代ギリシア・ローマ期にはアスクレペイオンと呼ばれる医神アスクレーピオスを祀る寺院で癒しの儀式の際に使われたことから Aesculapian snake と呼ばれる。このことから、イギリスの星座史研究家イアン・リドパスは、へびつかい座が掴んでいるへび座のヘビはおそらくこの種のヘビであろう、としている。
プトレマイオスが分割して以降は、へび座は独立した星座として扱われた。10世紀のペルシアの天文学者アブドゥッラハマーン・スーフィー（アッ＝スーフィー）が『アルマゲスト』を元に964年頃に著した天文書『星座の書』でもへび座はへびつかい座とは別の星座として扱われ、「ヘビ」を意味する al-Ḥayya と呼ばれていた。アッ＝スーフィーは『アルマゲスト』と同じくへび座には18個の星が属するとした。アラビアから天文学が流入した中世以降のヨーロッパでも単にヘビを表す星座名が使われた。たとえば16世紀ドイツの天文学者ペトルス・アピアヌスが1540年に著した天文書『Astronomicum Caesareum（皇帝天文学）』ではラテン語で「ヘビ」を意味する Anguis という星座名が使われた。また、デンマーク生まれの天文学者ティコ・ブラーエが著し彼の死後の1602年に刊行された天文書『Astronomiae Instauratae Progymnasmata』や、ブラーエの後継者ヨハネス・ケプラーが1627年に刊行した天文表『Tabulae Rudolphinae Astronomicae（ルドルフ表）』では同じくラテン語で「ヘビ」を意味する Serpensという星座名が使われた。17世紀ドイツの法律家ヨハン・バイエルが1603年に刊行した星図『ウラノメトリア』でも、へび座は SERPENS という星座名で紹介された。バイエルの『ウラノメトリア』では、へび座の星に対して α から ω までのギリシャ文字24文字とラテン文字5文字の計29文字を用いて37個の星に符号が付された。
蛇遣いにヘビをどのように掴ませるかは、星図・星表の製作者ごとに様々なバリエーションが見られた。バイエルは、へびつかい座の星図では右手にヘビの前部、左手にヘビの後部を掴んだ蛇遣いの後ろ姿を描き、へび座の星図では蛇遣いの姿を消してヘビだけの星図を描いている。17世紀ポーランド生まれの天文学者ヨハネス・ヘヴェリウスが編纂し、彼の死後1690年に刊行された天文書『Prodromus Astronomiæ』の星図『Firmamentum Sobiescianum』では、蛇遣いの姿はバイエルと同様に読者に背を向けた姿で描かれているが、左手にヘビの前部、右手にヘビの後部を掴んでいる点でバイエルと異なっている。18世紀イギリスの天文学者ジョン・フラムスティードの死後1729年に刊行された『天球図譜 (羅: Atlas Coelestis)』では、蛇遣いは読者に正対しており、右手にヘビの後部、左手にヘビの前部を掴み、左足でヘビの胴体を跨ぐ姿とされた。このフラムスティードの意匠は、1801年にドイツの天文学者ヨハン・ボーデが刊行した星図『ウラノグラフィア (Uranographia)』でもそのまま引き継がれた。
1922年5月にローマで開催された国際天文学連合 (IAU) の設立総会で現行の88星座が定められた際にそのうちの1つとして選定され、星座名は Serpens、略称は Ser と正式に定められた。1925年のIAU総会でIAUから星座の境界線の案を策定することを委嘱されたベルギーの天文学者ウジェーヌ・デルポルトは、アメリカの天文学者ベンジャミン・グールドが1877年から1879年にかけて刊行した『ウラノメトリア・アルヘンティナ』で使った、1875年分点の星図における赤道座標の経線と緯線に平行な線で星座の境界線を定める、という手法を採用した。1928年のIAU総会でデルポルトの案が採用されたことにより、へび座とへびつかい座の境界も他の星座の境界と同じく定められた。
西洋の星図に描かれたへび座とへびつかい座
- ヨハン・バイエル『ウラノメトリア』(1603) に描かれたへびつかい座の星図。蛇遣いは読者に背を向けた姿で描かれ、ヘビはシルエットとして描かれている。
- 『ウラノメトリア』に描かれたへび座の星図。蛇遣いの姿は全く描かれず、ヘビの姿だけが描かれている。
- ヨハネス・ヘヴェリウス『Firmamentum Sobiescianum』(1690) に描かれたへびつかい座とへび座。この星図で天球を外側から見る形で描かれたため、実際の天球とは左右が逆転し、人物は読者に対して背を向けて描かれている。
- ジョン・フラムスティード『天球図譜 (Atlas Coelestis)』(1729) に描かれたへびつかい座とへび座。蛇遣いは読者に正対し、左脚を前に出してヘビを跨いでいる。
- ヨハン・ボーデ『ウラノグラフィア』(1801) に描かれたへびつかい座とへび座。他の星座と同様に、へびつかい座とへび座の間に点線で境界線が引かれている。

### 中国
ドイツ人宣教師イグナーツ・ケーグラー（戴進賢）らが編纂し、清朝乾隆帝治世の1752年に完成・奏進された星表『欽定儀象考成』では、へび座の星は三垣の1つ「天市垣」や二十八宿の東方青龍七宿の第三宿「氐宿」に配されていたとされる。天市垣では、σ がへびつかい座λとともに市場に並んだ店を表す星官「列肆」に、ο・ν・HD 157968 がへびつかい座の3星とともに市場を管理する役所を表す星官「市楼」に、θ・η・ξの3星がヘルクレス座とへびつかい座の星とともに天市左垣に、γ・β・σ・α・ε の5星がヘルクレス座とへびつかい座の星とともに天市右垣に配された。氐宿では、μ が天から降る甘露を表す星官「天乳」に配された。

## 神話
へび座にそのものに関するギリシア・ローマの神話は存在しないが、ヒュギーヌスの『天文詩』では、へびつかい座のモデルとされるアスクレーピオスがヘビを掴んでいる理由が説明されている。アポローンの息子アスクレーピオスは、クレーテーの王ミーノースの息子グラウコスを蘇らせるように命じられて秘密の場所に閉じ込められた。アスクレーピオスが杖を手に何をすべきか思いあぐねていると、杖にヘビが這い上がってきた。これに驚いた彼は逃げようとするヘビを杖で何度も打って叩き殺した。すると、薬草を咥えた別のヘビが現れ、死んだヘビの頭に薬草を置いたところ、死んだヘビは蘇り、助けたヘビと連れ立って逃げていった。これを見たアスクレーピオスは、同じ薬草を用いてグラウコスを蘇らせることに成功した。こうしてヘビはアスクレーピオスの保護の下に置かれることとなり、星々の間に置かれるようになった。

## 呼称と方言
ラテン語の学名 Serpens に対応する日本語の学術用語としての星座名は「へび」と定められている。現代の中国では巨蛇座と呼ばれている。
明治初期の1874年（明治7年）に文部省より出版された関藤成緒の天文書『星学捷径』では「セルペンス」という読みと「蛇」と紹介された。また、1879年（明治12年）にノーマン・ロッキャーの著書『Elements of Astronomy』を訳して刊行された『洛氏天文学』では、上巻で「セルペンス」、下巻で「北蛇宿」として解説された。これらから30年ほど時代を下った明治後期には「蛇」という呼称が使われていたことが1908年（明治41年）に刊行された日本天文学会の会報『天文月報』第1巻1号掲載の「四月の天」と題した記事中の星図で確認できる。この「蛇」という訳名は、東京天文台の編集により1925年（大正14年）に初版が刊行された『理科年表』にも「蛇（へび）」として引き継がれた。戦中の1944年（昭和19年）に天文学用語が見直しされた際も「蛇（へび）」が継続して使われることとなり、戦後の1952年（昭和27年）7月に日本天文学会が「星座名はひらがなまたはカタカナで表記する」とした際に平仮名で「へび」と定められた。以降、この呼称が継続して用いられている。

### 方言
日本国内では、へび座の星に付けられた地方名は採集されていない。

## 主な天体

### 恒星
|               | 恒星                                                                              |
| ------------- | --------------------------------------------------------------------------------- |
| Caput（頭部） | α, β, γ, δ, ε, ι, κ, λ, μ, π, ρ, σ, τ1, τ2, τ3, τ4, τ5, τ6, τ7, τ8, υ, φ, χ, ψ, ω |
| Cauda（尾部） | ζ, η, θ, ν, ξ, ο                                                                  |

へび座にはギリシア文字の符号が付けられた星が31個あり、25個は頭部に位置しており、尾部には6個しかない。
2024年12月現在、国際天文学連合 (IAU) によって6個の恒星に固有名が認証されている。

#### 頭部
α星
太陽系から約74.2 光年の距離にある、見かけの明るさ2.63 等、スペクトル型 K2IIIbCN1 の赤色巨星で、3等星。へび座で最も明るく見える。主星Aの近くに11.8 等の B や13.9 等の C が見えるが、これらはA星より遥かに遠くに位置する見かけの二重星である。アラビア語で「蛇の首」を意味する言葉に由来する「ウヌクアルハイ(Unukalhai)」という固有名が認証されている。
β星
太陽系から約151 光年の距離にある、見かけの明るさ3.67 等、スペクトル型 A2IV の準巨星で、4等星。2024年12月5日、IAUの恒星の命名に関するワーキンググループ (IAU Division C Working Group on Star Names (WGSN)) によって、中国の星官「天市右垣」の5番目の星「周」に由来する「チョウ(Chow, Zhou)」という固有名が認証された。
κ星
太陽系から約383 光年の距離にある、見かけの明るさ4.09 等、スペクトル型 M0.5IIIab の赤色巨星で、4等星。2018年8月10日、IAUの恒星の命名に関するワーキンググループ (IAU Division C Working Group on Star Names (WGSN)) によって、オーストラリアのノーザン・テリトリーに住むオーストラリア先住民のワーダマン族の言葉で「メルテンスオオトカゲ (Water Goanna)」を意味する「グジャ(Gudja)」という固有名が認証された。
このほか、以下の恒星が知られている。
γ星
太陽系から約36.4 光年の距離にある、見かけの明るさ3.84 等、スペクトル型 F6V のF型主系列星で、4等星。
δ星
ともにF型準巨星の4等星Aと5等星Bから成る二重星。A星は太陽系から約302 光年の距離にあるたて座デルタ型の脈動変光星で、0.134 日の周期で最大光度4.23 等から0.04 等の振幅で明るさを変える。B星は太陽系から約172 光年の距離にあり、A星とはたまたま同じ方向にある「見かけの二重星」の関係にある。
τ1星
太陽系から約828 光年の距離にある、見かけの明るさ5.17 等、スペクトル型 M1III の赤色巨星で、5等星。へび座に8個ある τ が付けられた星の中で最も明るく見える。
R星
太陽系から約2,179 光年の距離にある、スペクトル型 M5-8e の脈動変光星。平均356.41 日の周期で5.16 等から14.4 等の範囲で明るさを変えるミラ型変光星で、アメリカ変光星観測者協会 (AAVSO) の「観測しやすい星」のリストにも挙げられている。

#### 尾部
θ星
太陽系から約134 光年の距離にある、4.57 等の A と4.98 等の B の2つのA型主系列星からなる連星系。このペアの近くに見える6.71 等の C と合わせて地球からは三重星に見えるが、C は A・Bのペアより太陽系に近い約87 光年の距離にある。A星には、アラビア語で「東洋種の羊の太ったしっぽ」を意味する言葉に由来する「アルヤ(Alya)」という固有名が認証されている。ルネサンス期には、この名前はおおぐま座ε星の固有名アリオト (Alioth) の語源であると誤って伝えられていた。
HD 168746
太陽系から約136 光年の距離にある、見かけの明るさ7.95 等、スペクトル型 G5V のG型主系列星で、8等星。2019年に開催されたIAUの100周年記念行事「IAU100 NameExoWorlds」でキプロスに命名権が与えられ、主星は Alasia、太陽系外惑星は Onasilos と命名された。
HD 175541
太陽系から約427 光年の距離にある、見かけの明るさ8.00 等、スペクトル型 G6/8IV の黄色巨星で、8等星。「IAU100 NameExoWorlds」でイランに命名権が与えられ、主星は Kaveh、太陽系外惑星は Kavian と命名された。
このほか、以下の恒星が知られている。
η星
太陽系から約62 光年の距離にある、見かけの明るさ3.25 等、スペクトル型K0III-IVの赤色巨星または準巨星で、3等星。へび座全体では2番目、尾部では最も明るく見える恒星。
ν星
太陽系から約204 光年の距離にある、見かけの明るさ4.324 等、スペクトル型 A0/1V のA型主系列星で、4等星。50″離れた位置に見える9等星のBとは見かけの二重星の関係にある。

### 星団・星雲・銀河
へび座には、18世紀フランスの天文学者シャルル・メシエが編纂した『メシエカタログ』に挙げられた天体が、頭部に1つ、尾部に1つ位置している。

#### 頭部
M5
太陽系から約2万5400 光年の距離にある球状星団。1702年5月5日にドイツの天文学者ゴットフリート・キルヒが彗星観測中に発見した。てんびん座β星の北約10°に位置しており、北天ではヘルクレス座の球状星団M13に次ぐ美しい球状星団と言われる。ヨーロッパ宇宙機関のガイア衛星の観測データを用いた2023年の研究では、M5の年齢は約115億歳で、約2億9000万年の周期で天の川銀河を公転しているとされている。
ホーグの天体 (Hoag's Object)
天の川銀河から約6億 光年の距離にある環状銀河。見かけの明るさは15.1 等と暗いが、口径50センチメートル、150倍で淡く見える。1950年にこの天体を発見したアメリカの天文学者アーサー・アレン・ホーグの名を取って「ホーグの天体 (Hoag's Object)」と呼ばれる。年老いた恒星からなる黄色の中心核の周囲を、若い星で構成される完全な円形に近い形をしたリングが取り囲んでいる。リングの直径は内側で7万5000 光年、外縁部で12万 光年ほどと見られている。
セイファートの六つ子銀河 (Seyfert's Sextet, HCG 79)
天の川銀河から約1億9000万 光年の距離にあるコンパクト銀河群。1940年代後半にアメリカの天文学者カール・セイファートが発見したことから、彼の名前を付けて Seyfert's Sextant と呼ばれている。コンパクト銀河群のカタログ『ヒクソン・コンパクト銀河群』では HCG 79 とされる銀河のグループで、地球からは6つの銀河が集まっているように見えることから「六つ子」と呼ばれるが、実際には4つの銀河で構成されている。4つの銀河は直径わずか10万 光年の空間に密集しており、1つの銀河の大きさは約3万5000 光年と天の川銀河（直径約10万 光年）と比べてはるかに小さい。

#### 尾部
M16（わし星雲）
太陽系から約5,700 光年の距離にある、散開星団NGC 6611と散光星雲IC 4703の複合体。星団部分は1745年から1746年にかけてジャン＝フィリップ・ロワ・ド・シェゾーが、星雲部分は1764年にシャルル・メシエがそれぞれ発見している。小望遠鏡では散開星団だけのように見えるが、実際は散光星雲の中に星団が位置しており、長時間露光で撮影すれば星団の恒星の光によって輝く壮大な散光星雲が現れてくる。太陽系が属するオリオン腕より1つ内側にある天の川銀河の渦状腕の1つ「いて・りゅうこつ腕」の中にあり、星雲内の星形成領域では新たな星が形成されている。20世紀アメリカの天文普及者ロバート・バーナムJr. はその美しさを称えて Star-Queen Nebula と命名した。
創造の柱 (英: Pillars of Creation)
わし星雲の中にある、星間分子雲中の星間物質が形成する「象の鼻(英: elephant trunk)」と呼ばれる構造の1つ。ジョン・チャールズ・ダンカンが1919年8月25日から翌26日にかけてウィルソン天文台の60インチ望遠鏡を使って撮影した写真乾板から発見された。1995年にアメリカ航空宇宙局 (NASA)/ ヨーロッパ宇宙機関 (ESA) のハッブル宇宙望遠鏡の広視野惑星カメラ2 (WFPC2) を使って撮像された画像で広く知られるようになった。
IC 4756
太陽系から約1,570 光年の距離にある散開星団。英語圏では、マザー・グースやルイス・キャロルの『鏡の国のアリス』で知られる「トゥイードルダムとトゥイードルディー (英: Tweedledum and Tweedledee)」になぞらえて「トゥイードルディー星団 (Tweedledee Cluster)」とも呼ばれる。
- 1997年6月から7月にかけてアリゾナ州ツーソンのキットピーク国立天文台にあるケース・ウェスタン・リザーブ大学ワーナー＆スワジー観測所のバレル・シュミット望遠鏡で撮影された14枚の画像から合成された球状星団M5の画像。
- 2001年7月9日にハッブル宇宙望遠鏡 (HST) の広視野惑星カメラ2 (WFPC2) で撮像された環状銀河「ホーグの天体 (Hoag's Object)」[77]。
- 2000年6月26日に HST の WFPC2 で撮像された「セイファートの六つ子銀河 (Seyfert's Sextet)」。中央やや左に見える渦巻銀河NGC 6207dは、コンパクト銀河群の銀河よりもはるかに遠い9億 光年以上の彼方にある銀河がたまたま同じ方向に見えているだけで、銀河群とは直接関係していない[78][80]。
- 南米チリのヨーロッパ南天天文台ラ・シヤ天文台にあるMPG/ESO 2.2メートル望遠鏡の広視野イメージャーカメラで撮像された散光星雲M16（わし星雲）。中央部に「創造の柱」と呼ばれる柱状のガス塊が写されている。
- 1995年にNASA/ESAのハッブル宇宙望遠鏡 (HST) によって撮影された「創造の柱」。HST搭載の広視野惑星カメラ2 (WFPC2) で撮られた32枚の画像データを合成した画像で、緑は水素、赤は硫黄、青は酸素の存在を示している。
- 2014年10月29日にHST搭載の広視野カメラ3 (WFC3) で撮像された「創造の柱」。
- 2022年にNASAのジェイムズ・ウェッブ宇宙望遠鏡 (JWST) 搭載の近赤外線カメラ (NIRCam) で撮像された「創造の柱」。
- 2022年にJWST搭載の中間赤外線観測装置 (MIRI) で撮像された「創造の柱」。
- 2024年11月14日に撮影された、散開星団IC 4756 の近くを通る紫金山・アトラス彗星 (C/2023 A3)。IC 4756は、画像右上部分に該当する。

## 流星群
へび座の名前を冠した流星群で、IAUの流星データセンター (IAU Meteor Data Center) で確定された流星群 (Established meteor showers) とされているものは1つもない。